# موتور خدا بخش
موتور خدا بخش (بالإنجليزية: Mowtowr-e Khoda Bakhsh)‏ هي منطقة سكنية تقع في سيستان وبلوتشستان في إيران.